# 47. ceremonia wręczenia nagród David di Donatello
47. ceremonia wręczenia włoskich nagród filmowych David di Donatello odbyła się 10 kwietnia 2002 roku w Cinecittà w Rzymie.

## Laureaci i nominowani
Laureaci nagród wyróżnieni są wytłuszczeniem.

### Najlepszy film
- Rzemiosło wojenne, reż. Ermanno Olmi
- Płonąc na wietrze, reż. Silvio Soldini
- Światło moich oczu, reż. Giuseppe Piccioni

### Najlepszy debiutujący reżyser
- Marco Ponti - Santa Maradona
- Vincenzo Marra - Powrót do domu
- Stefano Milla - La via della gloria
- Paolo Sorrentino - O jednego więcej

### Najlepszy reżyser
- Ermanno Olmi - Rzemiosło wojenne
- Silvio Soldini - Płonąc na wietrze
- Giuseppe Piccioni - Światło moich oczu

### Najlepszy scenariusz
- Ermanno Olmi - Rzemiosło wojenne
- Doriana Leondeff - Płonąc na wietrze
- Paolo Sorrentino - O jednego więcej

### Najlepszy producent
- Luigi Musini, Roberto Cicutto, Ermanno Olmi - Rzemiosło wojenne
- Lionello Cerri, Luigi Musini - Płonąc na wietrze
- Roberto Buttafarro - Santa Maradona

### Najlepsza aktorka
- Marina Confalone - Incantesimo napoletano
- Sandra Ceccarelli - Światło moich oczu
- Licia Maglietta - Czerwony księżyc

### Najlepszy aktor
- Giancarlo Giannini - Ti voglio bene Eugenio
- Luigi Lo Cascio - Światło moich oczu
- Toni Servillo - O jednego więcej

### Najlepsza aktorka drugoplanowa
- Stefania Sandrelli - Synowie i córki
- Rosalinda Celentano - L'amore probabilmente
- Iaia Forte - Paz!

### Najlepszy aktor drugoplanowy
- Libero De Rienzo - Santa Maradona
- Leo Gullotta - Tama - tragedia w Vajont
- Silvio Orlando - Światło moich oczu

### Najlepsze zdjęcia
- Fabio Olmi - Rzemiosło wojenne
- Luca Bigazzi - Płonąc na wietrze
- Arnaldo Catinari - Światło moich oczu

### Najlepsza muzyka
- Fabio Vacchi - Rzemiosło wojenne
- Luciano Ligabue - Od zera do dziesięciu
- Giovanni Venosta - Płonąc na wietrze

### Najlepsza scenografia
- Luigi Marchione - Rzemiosło wojenne
- Giancarlo Basili - Paz!
- Francesco Frigeri - Tama - tragedia w Vajont

### Najlepsze kostiumy
- Francesca Sartori - Rzemiosło wojenne
- Silvia Nebiolo - Płonąc na wietrze
- Maria Rita Barbera - Światło moich oczu
- Nanà Cecchi - I cavalieri che fecero l'impresa

### Najlepszy montaż
- Paolo Cottignola - Rzemiosło wojenne
- Carlotta Cristiani - Płonąc na wietrze
- Massimo Fiocchi - Amnezja

### Najlepszy dźwięk
- Remo Ugolinelli - Światło moich oczu
- Gaetano Carito - Od zera do dziesięciu
- Tullio Morganti - Słowa mojego ojca

### Najlepszy film krótkometrażowy
- Non dire gatto, reż. Giorgio Tirabassi
- La storia chiusa, reż. Emiliano Corapi
- Un paio di occhiali, reż. Carlo Damasco

### Najlepszy film zagraniczny
- Człowiek, którego nie było, reż. bracia Coen
- Amelia, reż. Jean-Pierre Jeunet
- Ziemia niczyja, reż. Danis Tanović

### Nagroda Jury Akademickiego
- Tama - tragedia w Vajont, reż. Renzo Martinelli

### Nagroda Specjalna
- Liza Minnelli
- Carlo Rambaldi
- Franco Zeffirelli